# Europees kampioenschap honkbal vrouwen 2019
Het Europees kampioenschap honkbal vrouwen 2019 was de eerste editie zijn van het Europees kampioenschap honkbal vrouwen. Het toernooi werd gehouden van 31 juli 2019 tot en met 3 augustus 2019 in Rouen, Frankrijk. Frankrijk won het toernooi door in de finale Nederland met 5-2 te verslaan en plaatste zich zodoende voor het Wereldkampioenschap honkbal vrouwen in 2020.

## Deelnemende teams
- Tsjechië
- Frankrijk
- Nederland

## Voorronde
| # | Team          | Pld | W | L | AVG  |        |
| - | ------------- | --- | - | - | ---- | ------ |
| 1 | Frankrijk (H) | 4   | 4 | 0 | 1000 | Finale |
| 2 | Nederland     | 4   | 2 | 2 | 500  | Finale |
|   | Tsjechië      | 4   | 0 | 4 | 0    |        |

| 31 juli 2019 12:00 | Nederland | 3–4 | Frankrijk | Rouen Toeschouwers: 200 |
| 31 juli 2019 12:00 |           |     |           | Rouen Toeschouwers: 200 |

| 31 juli 2019 17:00 | Tsjechië | 7–30 (3) | Frankrijk | Rouen Toeschouwers: 219 |
| 31 juli 2019 17:00 |          |          |           | Rouen Toeschouwers: 219 |

| 1 augustus 2019 12:00 | Nederland | 21–11 (5) | Tsjechië | Rouen Toeschouwers: 85 |
| 1 augustus 2019 12:00 |           |           |          | Rouen Toeschouwers: 85 |

| 1 augustus 2019 17:00 | Frankrijk | 15–10 | Nederland | Rouen Toeschouwers: 221 |
| 1 augustus 2019 17:00 |           |       |           | Rouen Toeschouwers: 221 |

| 2 augustus 2019 12:00 | Tsjechië | 4–17 (4) | Nederland | Rouen Toeschouwers: 75 |
| 2 augustus 2019 12:00 |          |          |           | Rouen Toeschouwers: 75 |

| 2 augustus 2019 17:00 | Frankrijk | 18–12 | Tsjechië | Rouen Toeschouwers: 203 |
| 2 augustus 2019 17:00 |           |       |          | Rouen Toeschouwers: 203 |

## Finale
| 3 augustus 2019 14:00 | Frankrijk | 5–2 | Nederland | Rouen Toeschouwers: 403 |
| 3 augustus 2019 14:00 |           |     |           | Rouen Toeschouwers: 403 |